# Gentherapie
Gentherapie is het inbrengen van genetisch materiaal in (menselijke) cellen in het kader van een geneeskundige behandeling van het eigen DNA. Bij erfelijke aandoeningen kan dit genetisch materiaal dienen om een ziekte die ontstaat door een niet goed functionerend gen te genezen door een gezond gen toe te voegen. Ook kan gentherapie in de toekomst misschien gebruikt worden om extra genen toe te voegen die kunnen bijdragen aan de genezing van complexe aandoeningen zoals hart- en vaatziekten. Een andere vorm van gentherapie is het door middel van RNA-interferentie (RNAi) stilleggen van ziekteveroorzakende genen. Hoewel de verwachtingen al decennia hoog gespannen zijn, is nog geen enkele vorm van gentherapie op dit moment (2018) routinematig beschikbaar.
Aanvankelijk was de meeste aandacht gericht op het behandelen van stofwisselingsziekten veroorzaakt door het ontbreken van een bepaald enzym; tegenwoordig vindt de meeste onderzoeksactiviteit plaats op het gebied van de behandeling van veel soorten kanker. Dit heeft echter waarschijnlijk vooral met de beschikbaarheid van gelden te maken: voor kankeronderzoek zijn zeer grote sommen geld beschikbaar, terwijl de betrokken stofwisselingsziekten stuk voor stuk zeer zeldzaam zijn en de markt voor een geneesmiddel waarschijnlijk klein is, ook als de kans op succes, in de vorm van blijvende genezing, groot is.

## Voorkennis: DNA, chromosomen en genen
Het menselijk lichaam bestaat uit een groot aantal organen en weefsels die samen zijn opgebouwd uit miljarden cellen. In ieder van deze cellen bevindt zich het erfelijk materiaal, in de vorm van chromosomen. De chromosomen bevatten alle genetische informatie, die noodzakelijk is voor de ontwikkeling, instandhouding en voortplanting van een individu. Ze bestaan uit zeer lange strengvormige moleculen, die bestaan uit DNA (desoxyribonucleïnezuur). Het DNA bevat de code waarin alle erfelijke eigenschappen zijn vastgelegd. Een stukje DNA dat zo'n eigenschap bevat, is een gen. Elk gen bevat de code voor een van de vele eiwitten waar het lichaam uit is opgebouwd. Dit kunnen bouwstoffen zijn, maar ook enzymen (deze maken de meeste chemische reacties in het lichaam mogelijk) of bijvoorbeeld hormonen. Samen bepalen de genen alle erfelijke eigenschappen, zoals de haarkleur en oogkleur. Als bij iemand de lichaamscellen van een individu niet goed kunnen werken, dan wordt diegene ziek. Dit kan een genetische oorzaak hebben, zoals bij erfelijke en soms ook aangeboren al dan niet erfelijke aandoeningen. Ook kan het DNA op latere leeftijd beschadigd raken waardoor bijvoorbeeld kanker kan ontstaan. In beide gevallen is het mogelijk dat de schade aan het DNA in zowel een of meerdere genen te vinden is.

## Achtergrond
In de jaren 1980 was de moleculaire biologie zover gevorderd dat menselijke genen konden worden ontrafeld en gekloond. Wetenschappers zochten naar een manier om menselijke eiwitten te produceren en slaagden erin die genen in micro-organismen in te bouwen, die dan in cultuur werden gebracht en waaruit het product dan kon worden gewonnen en als geneesmiddel aan mensen toegediend die het ontbeerden, zoals insuline bij mensen met suikerziekte en groeihormoon bij mensen die dit zelf niet konden maken.
De volgende logische stap was te pogen de genen direct in de mensen zelf in te brengen, te beginnen met ziekten die berusten op het ontbreken of niet werken van een enkel gen, zoals taaislijmziekte, hemofilie, spierdystrofie en sikkelcelanemie. Dit bleek echter veel moeilijker dan het aanpassen van bacteriën, vooral omdat het moeilijk bleek grote stukken DNA in de cel te krijgen en op de juiste plaats in het genoom in te laten bouwen.

## Gebruik
Ongeveer 4 procent van de mensen wordt geboren met een erfelijke of aangeboren aandoening. De oorzaak van deze aandoeningen ligt veelal aan een afwijking in de genen. Veel van deze aandoeningen zijn volstrekt onschuldig; andere kennen een progressief ziektebeeld, waarbij de patiënt ernstig verstandelijk en/of lichamelijk gehandicapt raakt of op zeer jonge leeftijd komt te overlijden.
Gentherapie is het genezen van aandoeningen met een genetische oorzaak door specifiek genetisch materiaal in te brengen in het DNA van een ziek individu. Dit biedt in theorie veel verschillende mogelijkheden (die nog niet in praktijk zijn getest): erfelijke aandoeningen zouden bijvoorbeeld behandeld kunnen worden door een ziekte-gen te repareren, of door een gezonde versie van dit gen toe te voegen. Bij aandoeningen met een ingewikkelder oorzaak, zoals kanker en hart- en vaatziekten, zou gentherapie een bijdrage kunnen leveren aan de behandeling door extra genen toe te voegen die werken als een medicijn. 
Een mogelijke vorm van gentherapie is het gebruik van conditioneel replicerende adenovirussen. Door mutaties aan te brengen zijn deze virussen dusdanig genetisch veranderd dat zij zich specifiek vermeerderen in tumorcellen en niet in gezonde cellen. Deze vermeerdering leidt uiteindelijk tot celdood waarbij circa 1000 nieuwe virussen vrijkomen, die naburig gelegen (tumor) cellen kunnen infecteren. Klinische trials met kankerpatiënten hebben laten zien dat dit een relatief veilige behandelingsoptie is. Het antitumor effect is echter nog gering, mede door het ontbreken van de adenovirus receptor (CAR) op tumoren. Hierdoor komen er maar weinig virusdeeltjes de tumor binnen.
Ook wordt er onderzoek gedaan naar de mogelijkheden om met gentherapie vaccins te maken tegen verschillende infectieziekten, zoals aids en ebola.

## Alternatieven
In sommige gevallen is behandeling van erfelijke aandoeningen goed mogelijk door het volgen van een dieet, door een chirurgische ingreep of zelfs een orgaantransplantatie. Door deze manieren wordt het leven van de patiënt wel verbeterd, maar hij/zij zal zo nooit geheel genezen zijn. Daarbij komt dat de therapieën zeer ingrijpend zijn voor de patiënt; hij/zij moet bijvoorbeeld altijd rekening blijven houden met wat hij/zij eet, of moet de rest van het leven medicijnen slikken om te voorkomen dat een donororgaan wordt afgestoten.

## Hoe biedt gentherapie een oplossing?
Gentherapie kan waarschijnlijk een oplossing bieden bij het behandelen van sommige nog ongeneeslijke erfelijke ziekten. De therapie grijpt aan op het erfelijk materiaal (waar ook de oorzaak van de aandoening ligt). Op deze manier kan er in de toekomst hopelijk een blijvende therapie gevonden worden voor erfelijke aandoeningen.
Ook voor erfelijke aandoeningen waar wel een goede therapie voor bestaat, kan gentherapie mogelijk verbetering bieden. De ziekte van Gaucher bijvoorbeeld. Misschien zal het in de toekomst mogelijk zijn om met gentherapie het gen voor het enzym dat de patiënt nodig heeft aan de patiënt te geven, waardoor het lichaam het zelf gaat maken en een infuus dus niet meer nodig zal zijn.

## Werking van gentherapie: het inbrengen van nieuwe genen
Om dit te doen zijn technieken nodig waarmee een stukje genetisch materiaal (de nieuwe of therapeutische genen) in werkende vorm in de lichaamscellen kunnen worden gebracht.

### Belangrijke punten bij genoverdracht
- Specificiteit, de genoverdracht moet alleen gericht zijn op bepaalde weefsels of organen. Zo voorkom je dat het op de verkeerde plaats in ons lichaam terechtkomt.
- De genoverdracht moet heel effectief zijn, zodat genoeg cellen in het doelweefsel of doelorgaan het gen krijgen om van de aandoening te genezen.
- De genoverdracht moet liefst blijvend zijn, zodat het gen niet weer vanzelf verdwijnt uit het lichaam en de patiënt weer ziek wordt. Alleen in een klein aantal aandoeningen, bijvoorbeeld bij hart- en vaatziekten, moet het gen na een bepaalde tijd juist weer verdwijnen.
- Een cel die een voor het lichaam nieuw product gaat maken, zelfs als dat een voor gezonde mensen normaal product is, loopt grote kans na enige tijd te worden opgemerkt door het immuunsysteem van de patiënt en een afweerreactie op te roepen, waardoor de genormaliseerde cellen worden vernietigd en het effect van de gentherapie teniet is gedaan.
- de genoverdracht moet op een geschikte plaats in het genoom van de ontvanger worden ingebouwd; als het op een plaats gebeurt waardoor b.v. de regulatie van de celdeling in de war raakt kan er juist kanker door ontstaan.

### Gentherapie met behulp van virussen
Op dit moment zijn virussen de meest gebruikte vectoren. Vaak is dit een adenovirus, een groep virussen die bij mensen verkoudheid veroorzaken. Soms zijn het retrovirussen en ook wordt geëxperimenteerd met andere aan adenovirussen verwante virusstammen (zogenoemde adeno-geassocieerde virussen).
Retrovirale vectoren zijn in staat om uiterst efficiënt DNA in te brengen bij delende cellen en dit vervolgens op te laten nemen in het genoom van de cellen. Hierdoor kan langdurige expressie van het gen en daarmee het therapeutisch werkzame eiwit verkregen worden, omdat het gen dan niet verloren gaat bij de celdeling.
Het voordeel van adenovirusvectoren is dat zij ook in niet-delende cellen kunnen transduceren (DNA inbrengen). Een bredere toepassing van deze vectoren wordt daardoor mogelijk. Het ingebrachte DNA wordt echter niet in het genoom van de cel ingebouwd. Alleen in een klein aantal aandoeningen, zoals hart- en vaatziekten, moet het gen na een bepaalde tijd juist weer verdwijnen. Voor behandeling van patiënten met een permanente afwijking is het dus wenselijk een retrovirale vector te gebruiken.
Virussen zijn gespecialiseerd in het binnendringen van cellen en het daar tot expressie brengen van hun genen; sommige bouwen daarnaast deze genen ook permanent in het genoom van de gastheer in. Dit betekent dat wanneer een therapeutisch gen in een virus wordt ingepakt, het virus het soms ook inbouwt in het DNA van de patiënt. De genoverdracht wordt zo blijvend gemaakt en is dus in principe levenslang. Uit onderzoek is gebleken dat genoverdracht met behulp van virussen vaak redelijk effectief is, waardoor genoeg lichaamscellen behandeld worden om een aandoening te genezen. Daarnaast kunnen virussen zo bewerkt worden, dat ze maar een type cel herkennen en infecteren. Op die manier kan dus ook een bepaalde precisie bereikt worden.
Een gen dat taaislijmziekte bestrijdt, zou via een aerosol kunnen worden toegediend.
Virussen veroorzaken vaak klachten na een infectie, het zijn van nature ziekteverwekkers. Om te voorkomen dat een virus meer doet dan het therapeutische gen inbrengen en dus ook de patiënt ziek maken, wordt het virus zo bewerkt dat het dit niet meer kan. Toch kunnen virussen, zeker wanneer zij gebruikt worden in grote hoeveelheden, soms bijwerkingen hebben. Mede om die reden zijn wetenschappers op zoek gegaan naar andere methoden voor genoverdracht, bijvoorbeeld het gebruik van DNA zonder vector (naakt DNA) en het inpakken van het DNA in liposomen (kunstmatig gemaakte vetbolletjes).

### Behandelmethoden
De behandeling kan ex vivo (buiten het lichaam) en in vivo (binnen het lichaam) worden uitgevoerd. Dit verschilt per aandoening.

#### Ex vivo
Slechts zeer weinig aandoeningen kunnen op deze manier genezen worden, omdat niet alle soorten lichaamscellen zich daarvoor lenen. Voorbeelden van aandoeningen die misschien wel met deze methode behandeld kunnen gaan worden:
- Aandoeningen die hun oorsprong hebben in het bloed of de bloedcellen
- Sommige stofwisselingsziekten.

Het voordeel van ex vivo gentherapie is dat in het laboratorium de omstandigheden waaronder de genoverdracht plaatsvindt, goed te controleren zijn. Hierdoor is de kans groter dat een genoverdracht slaagt. Een ander voordeel is dat cellen die het nieuwe gen hebben geselecteerd en gekweekt kunnen worden, waardoor een grotere hoeveelheid cellen gemaakt wordt die allemaal het therapeutische gen in zich hebben.
Een nadeel is dat de behandeling soms een chirurgische ingreep inhoudt, wat een belasting is voor de patiënt. Bovendien accepteert het lichaam van de patiënt de behandelde cellen niet altijd. Meestal gaat het overigens om bloed- en beenmergcellen en is de benodigde chirurgie minimaal (beenmergpunctie + transfusie)

#### In vivo
Voorbeelden van aandoeningen die mogelijk in de toekomst met deze methode behandeld zouden kunnen worden:
- Taaislijmziekte
- Diabetes mellitus (suikerziekte)
- Hemofilie

Het nadeel van in vivo gentherapie is dat de vector heel goed gericht moet worden op het doelorgaan, om genoverdracht in verkeerde weefsels te vermijden. Uit onderzoek blijkt dat dit (nog) vaak erg moeilijk is. Daarbij blijkt het vaak ook lastig om in het lichaam genoeg cellen het gen te bezorgen om een aandoening te kunnen behandelen.

## Ongelukken
In september 1999 overleed een patiënt bij een gentherapie-experiment aan het instituut voor menselijke gentherapie aan de University of Pennsylvania.

## Voorbeelden van enigszins geslaagde gentherapie
In Amsterdam werkt AMT NV aan het inbrengen van een proteïnelipasegen met adeno-geassocieerde virussen (AAV) bij mensen bij wie dit gen niet goed werkt. Hierdoor hoopt zich bij deze mensen te veel vet op in het bloed, waardoor onder meer hun alvleesklier geregeld ontstoken raakt. In een experiment bij 8 mensen, dat werd afgerond in 2007 bleek dat de therapie de hoeveelheid vet in het bloed tijdelijk verlaagde. Uit de tussentijdse resultaten van het vervolgonderzoek bleek niet alleen dat het vetgehalte bij de meeste patiënten was verlaagd, maar viel ook op dat ontstekingen van de alvleesklier achterwege bleven zodra de behandeling was aangeslagen. Het bedrijf heeft aangekondigd dat het verwacht dit gentherapieproduct, Glybera®, in de tweede helft van 2009 voor registratie in Europa aan te bieden aan de European Medicines Agency (EMEA). In 2012 werd registratie toegekend. De producent besloot in oktober 2017 het middel weer van de markt te halen.
Bepaalde vormen van severe combined immunodeficiency (SCID, ernstige gecombineerde immuundeficientie) zijn een zeer zeldzame ziekte (ca. één op de miljoen geboorten). Kinderen met deze ziekte overlijden zonder behandeling in het eerste levensjaar. In Frankrijk werden in 1999 elf patiënten met enig succes behandeld. Zij kregen eigen beenmergstamcellen getransplanteerd die een functionele kopie van de common gamma chain ingebouwd hadden gekregen. Negen van hen kregen een normaal functionerend immuunsysteem. Twee van deze patiënten ontwikkelden na enige jaren leukemie doordat de stamcellen kwaadaardig ontaardden – het gebruikte retrovirus bleek een oncogen te hebben geactiveerd. Hierop werden verdere experimenten met deze methode en een groot aantal (tientallen) andere experimenten waarbij eveneens gebruik werd gemaakt van retrovirussen als vector, voorlopig gestaakt. Dit is het experiment dat altijd als succesvol voorbeeld wordt geciteerd bij artikelen over gentherapie; dat komt doordat er nog geen andere echte successen zijn geboekt. Er gaan inmiddels stemmen op om het onderzoek – voorzichtig – te hervatten.
In 2004 werd het onderzoek hervat omdat verscheidene kinderen wel werden genezen en er geen andere volwaardige alternatieven qua behandeling waren. In 2005 meldde het gezaghebbende blad Nature een derde geval van kanker waardoor het onderzoek opnieuw stilligt. Onderzoeksleider Fischer heeft plannen om de vector aan te passen en dan mogelijk verder te gaan met het onderzoek.